# 绍兴市建功中学
绍兴市建功中学前身为越材中学、绍兴越光初级中学、绍兴县第五中学。越材中学于1915年（民国4年），由马雄波等知名人士筹措资金，创立，时称绍兴私立越材中学（其中一部分经费由天主教“浙沪浸礼会”提供）。首任校长为聂士麦（美籍）。校址绍兴城区仓桥街。初名私立越材中学，设初、高中课程，学生400余名。美籍牧师邬福安、聂士麦，华籍教徒顾琢人等相继主持。后因学生增多，于南街辛弄扩建校舍，改名越光中学，校长王起辛。提倡男女同校，重视宗教教育。1975年更名为绍兴县第五中学。2002年8月与创办于1996年的绍兴市建功中学合并，定名为绍兴市建功中学。

## 地理位置
绍兴市建功中学现位于绍兴市越城区稽山路南首1号，坐落于美丽的环城河畔，风景秀丽的稽山公园北面。

## 校史
1936年越材中学与创办于1921年的私立浚德女中合并，易名为绍兴越光初级中学。校址选定在今鲁迅路春波弄，毗邻鲁迅故居沈园，成立了校董事会。 　　
1941年绍兴沦陷，校舍悉被日伪侵占，学校停办学生被迫辍学。
1945年8月抗战胜利，校董事会主席罗四维和校长王起莘，募集资金修建校舍并增办高中，使恢复后的越光中学成为当时绍兴三所完全中学之一。 
1949年5月绍兴解放，新成立的绍兴人民政府改越光中学由教会办学为社会办学，并给予办学经费补贴。
1953年停办高中，改为绍兴县第三初级中学，并定为县级重点初中。
1957年与当时的绍兴第二初级中学联合成立校党部。
1958年单独成立校党支部。
文革期间，学校一度陷入困境。
1975年发展为完全中学，更名为绍兴县第五中学。
2000年被市教育局定于历史悠久的名校之一。
2002年8月与创办于1996年的绍兴市建功中学合并，定名为绍兴市建功中学，这是以中国著名绍兴籍数学家陈建功先生名字命名的现代化初级中学。

## 奖学金
学校设有“建功奖”奖学金。

## 著名校友
- 江一燕
- 张秋人
- 金光远
- 朱关田